# Олимпијска дворана Хуан Антонио Самаран
Олимпијска дворана Хуан Антонио Самаран, раније дворана Зетра, је вишенамјенска затворена дворана у Сарајеву. У њој су се одржавали разни спортски догађаји на 14. Зимским олимпијским играма 1984. године. Има 12.000 сједећих мјеста.

## Скандал у вези назива Зетра
Када је дворана под тадашњим називом „Зетра“ отворена 1984. године, у југословенским медијима је избио скандал у вези са тим називом. Према писању тадашње југословенске штампе, нико није знао значење назива Зетра, а ни аутора тог назива. Југословенски медији су писали да „Зетра“ означава скраћеницу за „Зелену трансверзалу“. Скандал у вези са називом је изазвала и чињеница да је читава дворана била обојена у зелену боју, чија нијанса се подударала са тадашњом националном заставом Муслимана. Скандал је појачан чињеницом да се у то вријеме у Сарајеву судило припадницима панисламистичке организације „Млади муслимани“, чији лидер и главнооптужени је био Алија Изетбеговић. Према мишљењу стручњака за исламски тероризам у југоисточној Европи Џевада Галијашевића, могућност да се у вријеме СФРЈ социјализма избор назива Зетра случајно подудара са скраћеницом која означава Зелену трансверзалу, је минимална.
| „                                                                         | Ако се погледају тенденције у Сарајеву да се БиХ представи као муслиманско острво у срцу хришћанске Европе, онда не чуди зашто највећа спортска дворана у вријеме олимпијске градње носи име „Зетра“. Зелена трансверзала подразумијева везе према Санџаку, Косову, Албанији и доле према арапском свијету. Цијела та пројекција не би забрињавала када би ми знали који су стварни геополитички приоритети САД на Балкану, односно колико њихова обавјештајна служба подржава таква настојања. | ” |
| — Џевад Галијашевић, стручњак за исламски тероризам у југоисточној Европи | |   |

## Историја

### Олимпијска употреба
Олимпијска дворана Зетра је саграђена посебно за Зимске олимпијске игре одржане 1984. године у Сарајеву, а завршена је 1983. године. Први велики догађај је било Свјетско првенство у брзом клизању за младе одржано 1983. Описана је као „ултрамодерни, угаони објекат" са бакарним кровом. За вријеме Олимпијаде у дворани је одржан турнир у хокеју на леду, такмичење у брзом клизању и умјетничком клизању, као и церемонија затварања, што је био први пут да се то деси унутра, све до Ванкувера 2010.
Од 1984. до 1991, Зетра је остала у служби зимским спортовима. Ту је одржано неколико међународних такмичења у брзом клизању, и неколико свјетских рекорда је управо овдје оборено.

### Распад Југославије
Средином 1992. године у тадашњој Зетри је постојао логор за Србе. Остатак Зетре, као што су подруми, кориштени су као мртвачнице, и простор за лијекове и залихе. Дрвена сједишта су кориштена за сандуке за цивиле погинуле у рату.

### Реконструкција
Након рата, откривено је да, иако је дворана тешко оштећена, је темељ сигуран. Септембра 1997 је почела обнова. Међународни олимпијски комитет је донирао 11,5 милиона долара пројекту, који је коштао 32 милиона њемачких марака (16,4 милиона евра). Обнова је завршена 1999.

## Тренутна употреба
У јулу 1999. Зетра је била домаћин самита Пакта за стабилност Балкана. Данас се користи као спортска дворана, а у њој као домаћи тимови играју КК и РК Босна.